# Marijeta Runjić
Marijeta Runjić (* 11. April 1996 in Split) ist eine kroatische Volleyballspielerin.

## Karriere
Runjić begann ihre Karriere an der Srednju školu Ivana Lucića in Trogir. Bis 2014 spielte die Außenangreiferin für OK Marina Kaštela. Von 2014 bis 2016 studierte sie an der University of Texas at San Antonio und spielte in der Universitätsmannschaft. In der Saison 2017/18 war sie in Ungarn bei Hungast Haladás aktiv. Danach wechselte sie in die Türkei. Dort trat sie 2018/19 für Anadolu Üniversitesi an. In der folgenden Saison stand sie bei Büyükcekmece BSK unter Vertrag. 2020 wurde Runjić vom deutschen Bundesligisten 1. VC Wiesbaden verpflichtet.